# Incidente ferroviario di Baschi
L'incidente ferroviario di Baschi, conosciuto anche come sciagura ferroviaria di Orvieto, avvenne il 13 giugno 1945 tra i km 114 e 115 della ferrovia Firenze-Roma, tra le stazioni di Baschi e Castiglione in Teverina, in provincia di Terni.
Un treno passeggeri si scontrò con un treno merci, provocando circa 70 vittime e decine di feriti. Lo scontro è, a tutt'oggi, uno dei più gravi incidenti ferroviari in Italia.

## Dinamica
1 Stazione di Baschi
2 Stazione di Castiglione in Teverina
3 Stazione di Attigliano
Essendo la linea a binario unico, i treni 5646 e 5641 avrebbero dovuto incrociarsi presso la stazione di Attigliano, ma in seguito il luogo dell'incrocio venne spostato alla stazione di Baschi, dove il treno merci 5641 proveniente da Chiusi aveva fatto la fermata programmata. Il treno era composto da 20 carri, di cui 15 carichi di carburante e merci e 5 carri (secondo altre fonti quattro) pieni di militari alleati ed italiani.
Il capostazione di Baschi non ritirò l'ordine di marcia del treno merci, ma fece un gesto con la mano per farlo procedere lentamente in avanti, in modo che la coda del treno lasciasse libero il punto d'ingresso della stazione. Tuttavia, il macchinista del treno merci, che non era stato avvisato dell'incrocio anticipato con l'altro treno, interpretò il gesto del capostazione come un segnale di via libera e partì così verso la stazione seguente. Dopo circa due chilometri, proprio sotto l'abitato di Baschi avvenne la collisione.
Il treno passeggeri 5646 proveniente da Orte, che trasportava principalmente soldati italiani e quattro inglesi che facevano ritorno dalla Germania dopo esservi stati deportati durante la seconda guerra mondiale, si scontrò a tutta velocità contro il treno merci 5641 che proveniva dalla direzione opposta: dodici vagoni deragliarono, mentre tre carri che trasportavano fusti di carburante presero fuoco e incendiarono entrambi i convogli.
Dopo lo scontro, sul posto giunsero due treni-attrezzi e un treno-ospedale, funzionari di vari servizi e un chirurgo ferroviario. Per la gravità del disastro, sul luogo arrivarono anche il ministro dei trasporti Francesco Cerabona e il direttore generale delle ferrovie. Tutto il traffico ferroviario viene fermato o deviato. I passeggeri del treno 3401 che seguiva vennero trasbordati su 8 vagoni vuoti che erano arrivati agganciati al treno-attrezzi.
La linea Firenze-Roma rimase bloccata per circa due giorni, venendo liberata alle ore 18:00 del 15 giugno.

## Vittime
Nell'incidente ferroviario morirono carbonizzate circa 70 persone, anche se non fu mai possibile determinare il numero esatto di vittime, a causa delle devastazioni causate dall'incendio. Un centinaio di feriti venne trasportato all'ospedale di Orvieto.
In un primo rapporto si parlò di 150 tra morti e feriti.